# Sturm de Fulda
Saint Sturm ou Sturmi (en latin : Sturmius), né à Lorch (de) (Enns) aujourd'hui en Haute-Autriche vers 705 et mort à Cassel en Allemagne le 17 décembre 779, est un moine bénédictin d'origine allemande, fondateur de l'abbaye de Fulda, et reconnu saint par l'Église catholique et l’Église orthodoxe

## Biographie

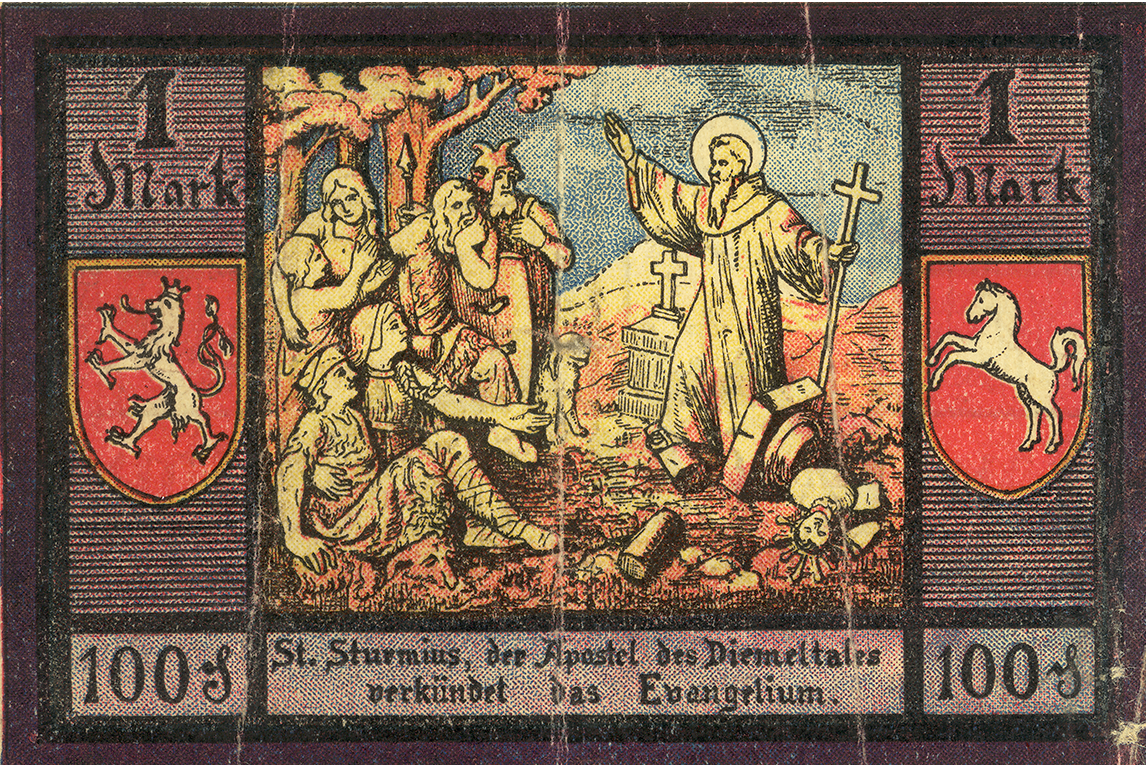
Saint Sturm représenté sur un ancien billet de 1 Mark (1921).

Sturm est né à Lorch vers 705. Il est encore jeune lorsqu'il rencontre saint Boniface qui lui conseille d'aller se former au monastère de Fritzlar dans la Hesse. Sturm est ordonné prêtre et commence à évangéliser la région. Mais souhaitant retrouver une vie monastique, il prend conseil auprès de Boniface qui l'envoie dans une forêt profonde pour y installer un nouveau monastère. Sturm s'installe près d'un gué de la rivière Fulda, et avec une communauté de sept frères, fonde un petit couvent qui va devenir l'abbaye de Fulda,.
L'abbé Sturm part faire un séjour sur le mont Cassin en Italie, dans l'abbaye fondée par saint Benoît pour se former un peu plus. Il est présent lors du décès de Boniface qui est alors inhumé dans cette abbaye du mont Cassin.
Avant de retourner à Fulda, Sturm rencontre le pape saint Zacharie, qui décide de placer le monastère sous la juridiction du Vatican, plutôt que celle de l'évêque local. Le monastère commence à prospérer, mais Sturm se trouve impliqué dans une longue querelle avec Lull, le nouvel évêque de Mayence : Lull affirme que le monastère de Fulda est sous sa juridiction, alors que Sturm défend la position que le monastère est sous l'autorité directe du pape. En 763, Lull convainc le roi Pépin le Bref de bannir Sturm de Fulda. Pépin le Bref exile Sturm en Normandie, à Jumièges. Lull nomme alors un nouvel abbé, que les moines refusent d'accepter. Finalement, Lull permet aux moines d'élire leur propre abbé et au bout de deux ans, Sturm est réhabilité et peut retourner à Fulda,.
En 779, Charlemagne prend l'abbé comme médiateur pour établir la paix avec les Bavarois,.
Sturm décède le 17 décembre 779 dans son couvent. Ses dernières paroles sont « Mon grand souci est que ce monastère persévère dans la volonté du Christ et que vous serviez le Seigneur ».
Son culte est officiellement reconnu en 1139 par le pape Innocent II.